# Гиньково
Гиньково — озеро в Глубокском районе Витебской области Белоруссии. Озеро находится в 5 км к западу от посёлка Прозороки. Принадлежит бассейну Западной Двины, из него вытекает небольшая река Нехристь, приток Ауты. Третье по глубине озеро Белоруссии.

## Характеристики
- Глубина — 43,3 м
- Площадь — 0,51 км²
- Объём — 8 млн м³

Котловина озера имеет форму серпа. Занимает северо-западную часть крупной ложбины, вытянутой на 8-10 километров и включающей три озера — Гиньково, Свядово и Долгое. Верхняя часть склонов покрыта кустарниками и деревьями. С неё крутизна надводной части 30-35°, во многих местах склоны обрываются отвесно в воду. Береговая линия практически не изрезана.
У деревни Сахновичи на берегу озера Гиньково находится единственная в Белоруссии карстовая пещера.